# Atlacomulco de Fabela
Atlacomulco de Fabela (Otomí: Mbado) is een stadje in de Mexicaanse staat Mexico. De plaats heeft 20.447 inwoners (census 2005) en is de hoofdplaats van de gemeente Atlacomulco.
Atlacomulco is gelegen in het dal van de Río Lerma op de plaats waar de Federale Wegen 5 en 15 samenkomen en is een van de belangrijkste plaatsen in het noordwesten van de deelstaat.
In de precolumbiaanse periode werd Atlacomulco bewoond door de Mazahua die door Tezozomoc aan Azcapotzalco werden onderworpen, en vervolgens samen met Azcapotzalco in handen van de Azteken kwamen. In 1521 werd korte tijd na de val van de Azteekse hoofdstad Tenochtitlan Atlacomulco door de Spanjaarden onder leiding van Francisco de Villegas.
Atlacomulco was de geboorteplaats van een groot aantal invloedrijke politici uit de deelstaat van de Institutioneel Revolutionaire Partij (PRI), waaronder Isidro Fabela, Arturo Montiel en Enrique Peña. Sommige waarnemers spreken dan ook van het bestaan van een Atlacomulcogroep, een geheim genootschap waarvan veel prominente PRI-politici lid zijn.

## Geboren
- Enrique Peña Nieto (1966), president van Mexico (2012-2018)
- Xiye Bastida (2002), klimaatactiviste